# Auburn, Kansas
Auburn är en ort i Shawnee County i Kansas. Vid 2010 års folkräkning hade Auburn 1 227 invånare.